# 1710
1710 (MDCCX) — невисокосний рік.
Епоха великих географічних відкриттів •  Перша наукова революція

## Геополітична ситуація
Османську імперію очолює Ахмед III (до 1730). Під владою османського султана перебувають Близький Схід та Єгипет, Середземноморське узбережжя Північної Африки, частина Закавказзя, значні території в Європі: Греція, Болгарія та Сербія. Васалами османів є Волощина та Молдова.
Священна Римська імперія — наймогутніша держава Європи. Її територія охоплює, крім німецьких земель, Угорщину з Хорватією, Трансильванію, Богемію, Північну Італію. Її імператор — Йосип I Габсбург (до 1711). Король Пруссії — Фрідріх I (до 1713).
На передові позиції в Європі вийшла Франція, на троні якої сидить король-Сонце Людовик XIV (до 1715). Франція має колонії в Північній Америці та Індії.
Триває Війна за іспанську спадщину. Королівству Іспанія належать Іспанські Нідерланди, південь Італії, Нова Іспанія, Нова Гранада та Нова Кастилія в Америці, Філіппіни. Королем Португалії є Жуан V (до 1750). Португалія має володіння в Бразилії, в Африці, в Індії, в Індійському океані й Індонезії.
Північ Нідерландів займає Республіка Об'єднаних провінцій. Вона має колонії в Північній Америці, Індонезії, на Формозі та на Цейлоні. Королева Британії — Анна Стюарт (до 1714). Британія має колонії в Північній Америці, на Карибах та в Індії. Король Данії та Норвегії — Фредерік IV (до 1730), король Швеції — Карл XII (до 1718). На Апеннінському півострові незалежні Венеціанська республіка та Папська область. у Речі Посполитій королює Август II Сильний, (до 1733). У Московії царює Петро I (до 1725).
Україну розділено по Дніпру між Річчю Посполитою та Московією. Гетьман України  — Іван Скоропадський. Запорозька Січ розгромлена і припинила існування. Існують Кримське ханство, Ногайська орда.
В Ірані правлять Сефевіди.
Значними державами Індостану є Імперія Великих Моголів, Імперія Маратха. В Китаї править Династія Цін. У Японії триває період Едо.

## Події
Тривають Війна за іспанську спадщину та Велика Північна війна.

### В Україні
- Пилип Орлик перед походом на Правобережну Україну узгодив зі старшиною текст угоди, яку стали називати першою у світі Конституцією.
- Засновано Лисичанськ.
- Кошовими отаманами Війська Запорозького були Петро Сорочинський, Яким Богуш, Йосип Кириленко.

### У світі
- Велика Північна війна:
  - Великим візиром Османської імперії став Нуман Кепрюлю, однак йому незабаром довелося покинути посаду через небажання розірвати мирний договір з Московією.
  - Почалася московсько-турецька війна, що стала складовою Великої Північної війни.
  - Польський сейм ратифікував так званий Вічний мир між Річчю Посполитою та Московією.
  - 17 липня ризький гарнізон здався російським військам під командуванням фельдмаршала Шереметєва в ході Північної війни.
  - Данія оголосила війну Швеції, але зазнала поразки у битві під Гельсінборгом. Це була остання спроба Данії захопити території на Скандинавському півострові. Гельсінборг остаточно перейшов у підпорядкування Швеції.
  - 10 жовтня московити захопили Ревель.
- 10 квітня набув чинності Статут королеви Анни — перший в історії офіційний документ, який визначав та охороняв авторські права авторів і видавців.[1]
- Війна за іспанську спадщину:
  - Французи програли битву при Альменарі, проте не втратили армію.
  - У битві під Сарагосою в Іспанії об'єднане військо Габсбургів завдало поразки війську Філіпа V.
  - Британці захопили у французів Порт-Рояль в Акадії.
  - 10 грудня іспано-французька армія завдала незначної поразки силам союзників у битві при Вільявісіосі.
- Нідерландці покинули острів Маврикій.
- Пекін став найбільшим містом у світі, випередивщи за кількістю мешканців Істамбул.
- Німецькі переселенці заснували в Кароліні місто Нью-Берн.

### Наука та культура
- Йоганн Беттгер відкрив Мейсенську мануфактуру — першого виробника порцеляни у Європі.
- У Мінську споруджено Архікафедральний собор Пресвятої Діви Марії.
- Порівнюючи результати вимірювань з даними Птолемеївого Альмагесту, Едмонд Галлей зробив висновок про власний рух деяких «нерухомих» зір.
- Джордж Берклі опублікував «Трактат про принципи людського знання».
- У Венеції завершилося будівництво палацу Ка' Пезаро.

## Народились
див. також Категорія:Народились 1710
- 15 лютого — Людовик XV, король Франції (1715–1774)
- 3 вересня — Авраам Трамбле, швейцарський натураліст, основоположник експериментальної біології
- Антоніо Рінальді — італійський архітектор, представник пізнього бароко і рококо. Деякий час працював У Батурині.

## Померли
Дивись також Категорія:Померли 1710
- 19 вересня — Оле Ремер, данський астроном, який перший виміряв швидкість світла
- Семен Палій — військовий діяч, полковник Фастівського полку, один з керівників антипольського повстання на Правобережжі.[2]
- Миха́йло Андре́лла — громадський та церковний діяч, письменник-полеміст.